# Lepthyphantes kratochvili
Lepthyphantes kratochvili är en spindelart som beskrevs av Fage 1945. Lepthyphantes kratochvili ingår i släktet Lepthyphantes och familjen täckvävarspindlar. Inga underarter finns listade i Catalogue of Life.